# Tour de France 2005/11. Etappe
Die 11. Etappe der Tour de France 2005 führte von Courchevel nach Briançon. Haupthindernisse auf dem 173 Kilometer langen Teilstück waren die Pässe Col de la Madeleine (1993 m), Col du Télégraphe (1566 m) und Col du Galibier (2645 m). Der Galibier war der höchste Punkt der diesjährigen Tour.
Wenige Kilometer nach dem Start starteten Thor Hushovd und Samuel Dumoulin die erste Attacke. Die beiden konnten einen maximalen Vorsprung von 6:48 Minuten herausholen, wurden aber bereits beim Aufstieg zum Col de la Madeleine wieder eingeholt. Verantwortlich dafür war eine Gruppe von zehn Fahrern, die sich vom Feld abgesetzt hatte; zu dieser gehörten Alexander Winokurow, Óscar Pereiro und Santiago Botero.
Diese drei Fahrer erreichten zusammen als erste die Passhöhe des Madeleine, nachdem Botero kurzzeitig abgehängt worden war. In der Abfahrt ins Tal kam Pereiro von der Straße ab und fuhr über die Bergweide, blieb aber unverletzt und konnte wieder aufschließen. Auf dem Col du Télégraphe betrug der Vorsprung der Spitzengruppe 2:50 Minuten.
Im über 17 Kilometer langen Aufstieg zum Col du Galibier fiel Pereiro zurück und wurde vom Feld ein- und überholt. Wenig später ließ der Kasache Winokurow den Kolumbianer Botero hinter sich und kam mit einem Vorsprung von 40 Sekunden auf der Passhöhe an. Die Gruppe mit Lance Armstrong und allen Favoriten auf den Gesamtsieg lag weitere zwei Minuten zurück. Die Straße hinunter nach Briançon war durch einen kurzen Regenschauer nass geworden, so dass Winokurow sehr vorsichtig hinunterfuhr und bereits nach sieben Kilometern wieder von Botero eingeholt wurde.
Im Tal der Durance verloren Winokurow und Botero etwas Zeit auf die nächsten Verfolger; knapp fünf Kilometer vor dem Ziel betrug der Vorsprung noch 1:45 Minuten. Den Spurt um den Etappensieg entschied Winokurow für sich, der damit seine zweite Tour-Etappe gewinnen konnte. Die Gruppe um Armstrong kam mit einem Rückstand von 1:15 Minuten ins Ziel.
Jens Voigt, der noch zwei Tage zuvor das gelbe Trikot des Gesamtführenden getragen hatte, war durch eine Fiebererkrankung geschwächt und erreichte das Ziel 46:43 Minuten nach Winokurow. Er verpasste damit das Zeitlimit dieser Etappe um 42 Sekunden und wurde disqualifiziert.
Für negative Schlagzeilen sorgte der Italiener Dario Frigo. Er und seine Frau wurden am Vorabend in Courchevel von der Polizei verhaftet und vernommen. Im Wagen von Frigos Gattin waren bei einer Routinekontrolle durch Zöllner in der Nähe von Chambéry pharmazeutische Produkte gefunden worden. Es war der zweite dopingbedingte Ausschluss bei der Tour de France innerhalb von nur zwei Tagen: Am vorigen Tag wurde der Russe Jewgeni Petrow von Lampre-Caffita aus der Frankreich-Rundfahrt ausgeschlossen, da bei einer Dopingkontrolle sein Hämatokritwert zu hoch war.
Sportlich gesehen war der ehemalige Tour-Zweite Joseba Beloki der große Verlierer, denn der Baske, der vor der Etappe 21. der Gesamtwertung war, verlor exakt 31:15 Minuten auf die Armstrong-Gruppe.

## Zwischensprints
1. Zwischensprint in Saint-Michel-de-Maurienne (97,5 km)
| Erster  | Alexander Winokurow, 6 P. und 6 s |
| Zweiter | Egoi Martínez, 4 P. und 4 s       |
| Dritter | Óscar Pereiro, 2 P. und 2 s       |

2. Zwischensprint in Moulin-Baron (162 km)
| Erster  | Santiago Botero, 6 P. und 6 s     |
| Zweiter | Alexander Winokurow, 4 P. und 4 s |
| Dritter | José Azevedo, 2 P. und 2 s        |

## Bergwertungen
Col de la Madeleine « Hors catégorie » (55 km)
| Erster   | Santiago Botero, 20 P.     |
| Zweiter  | Alexander Winokurow, 18 P. |
| Dritter  | Óscar Pereiro, 16 P.       |
| Vierter  | Egoi Martínez, 14 P.       |
| Fünfter  | Christophe Moreau, 12 P.   |
| Sechster | Michael Rasmussen, 10 P.   |
| Siebter  | Manuel Beltrán, 8 P.       |
| Achter   | José Luis Rubiera, 7 P.    |
| Neunter  | José Azevedo, 6 P.         |
| Zehnter  | George Hincapie, 5 P.      |

Col du Télégraphe Kategorie 1 (118 km)
| Erster   | Santiago Botero, 15 P.     |
| Zweiter  | Alexander Winokurow, 13 P. |
| Dritter  | Óscar Pereiro, 11 P.       |
| Vierter  | Christophe Moreau, 9 P.    |
| Fünfter  | Michael Rasmussen, 8 P.    |
| Sechster | José Luis Rubiera, 7 P.    |
| Siebter  | Manuel Beltrán, 6 P.       |
| Achter   | Paolo Savoldelli, 5 P.     |

Col du Galibier « Hors catégorie » (133 km)
| Erster   | Alexander Winokurow, 40 P. |
| Zweiter  | Santiago Botero, 36 P.     |
| Dritter  | Michael Rasmussen, 32 P.   |
| Vierter  | Christophe Moreau, 28 P.   |
| Fünfter  | José Azevedo, 24 P.        |
| Sechster | Paolo Savoldelli, 20 P.    |
| Siebter  | Jaroslaw Popowytsch, 16 P. |
| Achter   | Lance Armstrong, 14 P.     |
| Neunter  | Jörg Jaksche, 12 P.        |
| Zehnter  | Cadel Evans, 10 P.         |